# Die Jungfrau von Orleans (Schiller)
Die Jungfrau von Orleans ist ein Drama von Friedrich Schiller. Das Stück wurde am 11. September 1801 im Comödienhaus auf der Rannischen Bastei in Leipzig uraufgeführt. Es nimmt den Stoff um die französische Heilige Johanna von Orléans auf und war zu Lebzeiten Schillers eines seiner am häufigsten gespielten Stücke. Werk- und literaturgeschichtlich lässt es sich der Weimarer Klassik zuordnen. Schon die peritextuelle Gattungsbezeichnung „romantische Tragödie“ weist darauf hin, dass Schiller mit dem Drama auf die aufkommende Romantik reagiert.

## Historischer Kontext
Die Zeit der Handlung fällt mit dem Jahr 1430 in eine späte Phase des Hundertjährigen Krieges. Beim fraglichen Krieg handelte es sich nicht etwa um einen Konflikt zwischen bereits gefestigten Nationen, sondern um eine Auseinandersetzung zwischen großen Lehensverbänden, die in einer verflochtenen Verwandtschaftsbeziehung zueinander standen.
König Karl IV. hatte keinen direkten männlichen Nachkommen hinterlassen und damit begann der Legitimationsstreit um die französische Krone. Als Johanna wirkte, war Frankreich in drei politische Räume aufgeteilt: Der Dauphin und spätere König Karl VII. wurde auf ein Gebiet südlich der Loire zurückgedrängt und Orléans lag somit direkt an der Front und wurde von den Engländern belagert. Der Herzog von Bedford regierte im Auftrag des englischen Königs, der auch den Titel König von Frankreich für sich beanspruchte, über die Normandie, Bretagne, Champagne, Paris und die Guyenne. Philipp der Gute von Burgund schließlich, herrschte über Burgund, die Freigrafschaft Burgund und Teile von Flandern.
Schiller verwertet in seinem Drama auch die folgenden zwei brisanten historischen Ereignisse jener Zeit: Zum einen wurde Johann Ohnefurcht, der Vater und Vorgänger von Philipp dem Guten, bei einem Gipfeltreffen auf neutralem Boden von Offizieren des Dauphins ermordet, was den Bund zwischen England und Burgund gegen Frankreich besiegelte. Zum anderen hatte sich die Mutter des Dauphins, genannt Isabeau, von ihrem Sohn abgewandt und sich den Burgundern angeschlossen.

## Handlung
Die Szenen wechseln zwischen verschiedenen Gegenden Frankreichs.

### Prolog

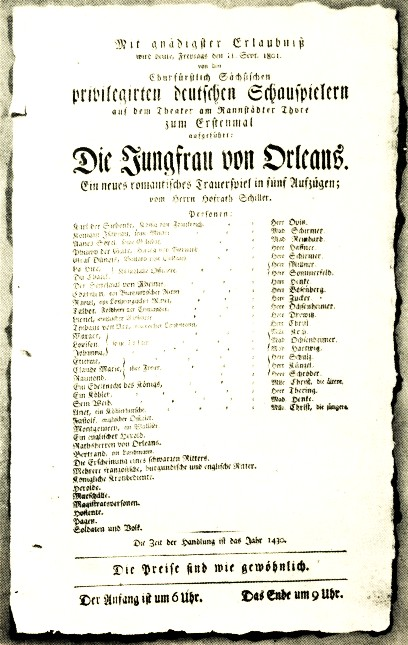
Theaterzettel der Uraufführung am 11. September 1801

Im Prolog wird über den näher rückenden Krieg gesprochen sowie über die Auswirkungen des Kriegs auf die Lage in Frankreich und in der Familie d’Arc. Die Figur Johanna wird eingeführt. Es wird gezeigt, dass Johanna in vielerlei Hinsicht anders ist als andere Menschen. Sie sucht die Einsamkeit, hat kein Interesse am Heiraten, hält aber eine flammende Rede zum Krieg. In einem Monolog nennt Johanna ihre Sendung: Sie erzählt von einem Auftrag „des Geistes“, d. h. Gottes bzw. des Heiligen Geistes, gegen die Engländer in den Krieg zu ziehen. Johannas Vater hingegen sieht ihre Entwicklung kritisch: Die Geister an ihrem Aufenthaltsort unter dem „Druidenbaum“ verführten sie vermutlich zum Bösen, und sie selbst lasse es an christlicher Demut mangeln; sie wolle hoch hinaus, weil sie besonders schön sei. Als Bertrand mit einem Helm ankommt, den er von einer Zigeunerin auf dem Markt erhalten hat, wird Johanna klar, dass sie in den Krieg ziehen müsse. Ihres Erachtens ist der Helm für sie bestimmt und sie versteht es als Zeichen des Himmels, in den Kampf gegen England zu ziehen.

### I. Aufzug
König Karl, der Dauphin von Frankreich, will in militärisch aussichtslos erscheinender Situation resignieren, fasst aber neue Hoffnung, als Johanna durch ihren ersten Sieg angekündigt wird. Durch ihr bloßes Auftreten habe sie im Lager der Kriegsgegner für Panik gesorgt. Vor dem König beweist Johanna ihre seherischen Fähigkeiten und gibt weitere Details ihrer Sendung preis. Sie erklärt, sie habe ihren Auftrag von der Mutter Gottes erhalten. Jedoch sei diesem Auftrag als Bedingung gestellt, dass sie sich in keinen Mann verlieben dürfe. Am Königshof wird Johanna von allen auf Anhieb verehrt.

### II. Aufzug
Die englische Heerseite wird vorgestellt. Auch die Engländer bewerten das Geschehene als ungewöhnlich, wenn auch als Ausdruck schwarzer Magie. Schon zu Beginn des Aufzugs ist die Uneinigkeit im Lager der Gegner Frankreichs erkennbar. In der anschließenden Schlacht tötet Johanna, die zuvor ein flammendes Bekenntnis zu ihrem Vaterland Frankreich und gegen die englischen Invasoren abgelegt hat, ohne jedes Erbarmen einen walisischen Soldaten namens Montgomery, obwohl dieser schon vor Johannas Auftritt seine Anwesenheit in Frankreich bereut. Ihre „kindliche“ (Burgunds Wertung), von Pragmatismus freie Art zeigt sich auch in der Begegnung mit Philipp von Burgund, den Johanna dennoch durch ihre ergreifende und überzeugende Rhetorik letztlich für die französische Seite gewinnt.

### III. Aufzug
Im Verlauf des Aufzugs wird über die Zukunft Frankreichs und Johannas gesprochen. Die bisherigen Kriegsgegner versöhnen sich. Mehrere „Große Männer“ streiten sich in Johannas Abwesenheit, wen Johanna heiraten soll. Nach ihrem Eintreffen gelingt Johanna sogar die Versöhnung von Philipp von Burgund mit Du Chatel, dem französischen Ritter, der Philipps Vater getötet hatte. Dunois und La Hire unterbreiten Johanna nacheinander einen Heiratsantrag. Johanna weist sie unter Hinweis auf ihr Liebesverbot ab. In der darauffolgenden Schlacht stirbt der englische Feldherr und Held Talbot. Johanna begegnet dem mysteriösen „schwarzen Ritter“, der sie zum Abbruch ihrer Sendung bewegen will. Gleich darauf trifft sie auf den englischen Anführer Lionel. Johanna besiegt ihn im Kampf, doch wie sie ihn identifizieren will und ihm dazu den Gesichtsschutz entreißt, verlieben sie sich gegenseitig auf den ersten Blick ineinander. Johanna ist zutiefst verwirrt. Schließlich muss Lionel flüchten, weil die französischen Offiziere Graf Dunois und La Hire nahen.

### IV. Aufzug
Johanna schämt sich dafür, dass sie durch ihre Liebe zu Lionel und nicht etwa aus Mitleid ihren Auftrag verraten habe. Es gebe keine Rechtfertigung dafür, Montgomery und andere Briten getötet zu haben, Lionel aber nicht. Nur widerwillig und mit schlechtem Gewissen nimmt Johanna die Fahne der Jungfrau Maria an und nimmt an der Krönung Karls zu Reims teil. Den Kontrast zu dieser deprimierten Stimmung bildet zunächst die Verehrung, mit der die Umwelt auf Johannas Erfolge reagiert; König Karl deutet sogar an, dass Johanna auf sein Betreiben heiliggesprochen werde. Nach der Krönungszeremonie trifft Johanna ihre Schwestern und will mit ihnen nach Hause, doch ihr Vater Thibaut kommt dazwischen und klagt sie öffentlich an, mit dem Teufel im Bunde zu sein. Mehrere Donnerschläge begleiten dieses „Gottesurteil“. Johanna schweigt zu den Vorwürfen ihres Vaters; daraufhin wird sie verbannt. Ihr Freier Raimond begleitet sie in die Verbannung.

### V. Aufzug

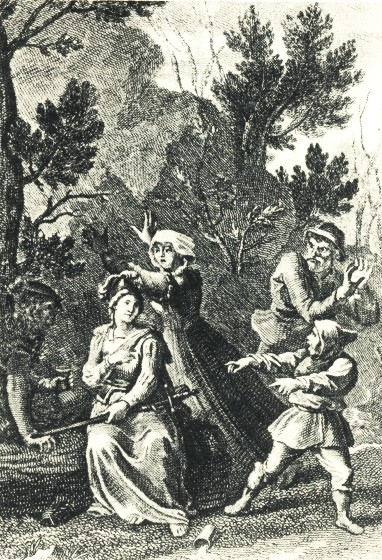
Szene aus dem V. Aufzug, Stich von Eberhard von Wächter nach Johann Heinrich Lips, 1804

Johanna ist bei schwerem Gewitter mit Raimond im Wald unterwegs. Die Köhler, auf die sie trifft, halten sie für eine „Hexe“. Tatsächlich hat sich das Kriegsglück zu Gunsten der Engländer gewendet. Johanna jedoch beteuert Raimond gegenüber, nie schwarze Magie betrieben zu haben. Sie habe während des „Gottesurteils“ nur aus Gehorsam gegenüber dem himmlischen und dem leiblichen Vater und deshalb geschwiegen, weil sie Strafe verdient habe. Jetzt aber sei sie mit sich „im Reinen“ und werde alles akzeptieren, was Gott mit ihr vorhabe. Kurz darauf wird sie von Engländern, die von Königin Isabeau angeführt werden, gefangen genommen. Raimond benachrichtigt die Franzosen davon. Lionel will Johanna vor den eigenen Leuten schützen, die sie hängen sehen wollen. Johanna zeigt keine Liebe mehr zu Lionel. Dieser wird in die Schlacht gerufen und lässt Johanna bei Isabeau in einem Turm zurück. Die Engländer, so berichtet ein Beobachter, gewinnen an Boden. Daraufhin reißt Johanna sich auf wundersame Weise von ihren Ketten los, nachdem sie Gott kniefällig um Beistand gebeten hat, und wendet die Schlacht zugunsten der Franzosen. Dabei wird sie tödlich verwundet. Bevor sie stirbt, wird sie verklärt (helles Licht wird erzeugt, und sie sieht einen Regenbogen, der sie in ihre „neue Heimat“ im Jenseits geleiten soll). In der Schlussszene wird die tote Johanna mit Fahnen zugedeckt, welche die Umstehenden auf sie legen.

Darstellung der Figuren in der Schiller-Galerie (1859): Stahlstiche nach Vorlagen von Friedrich Pecht
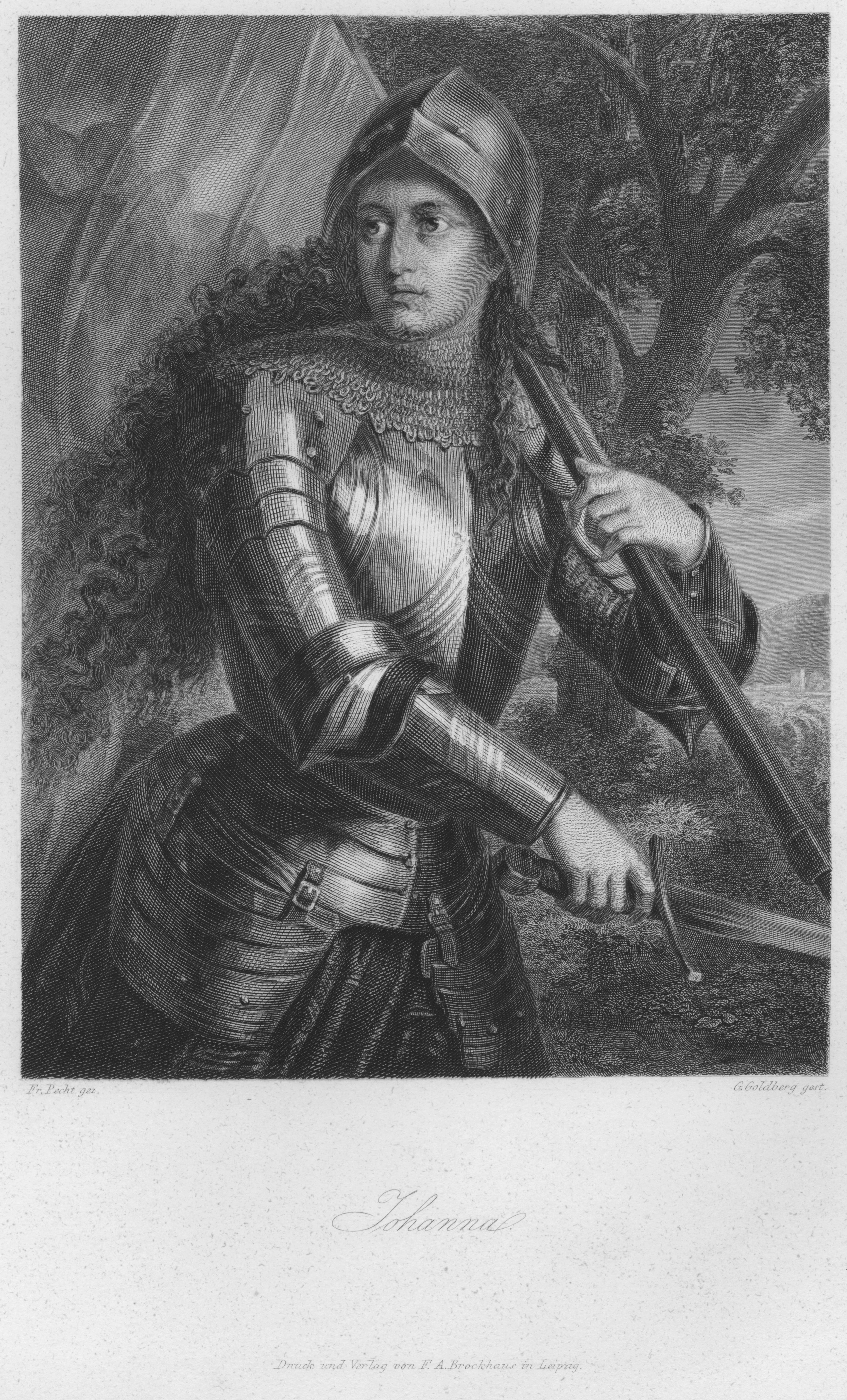
Johanna, Stich von Georg Goldberg
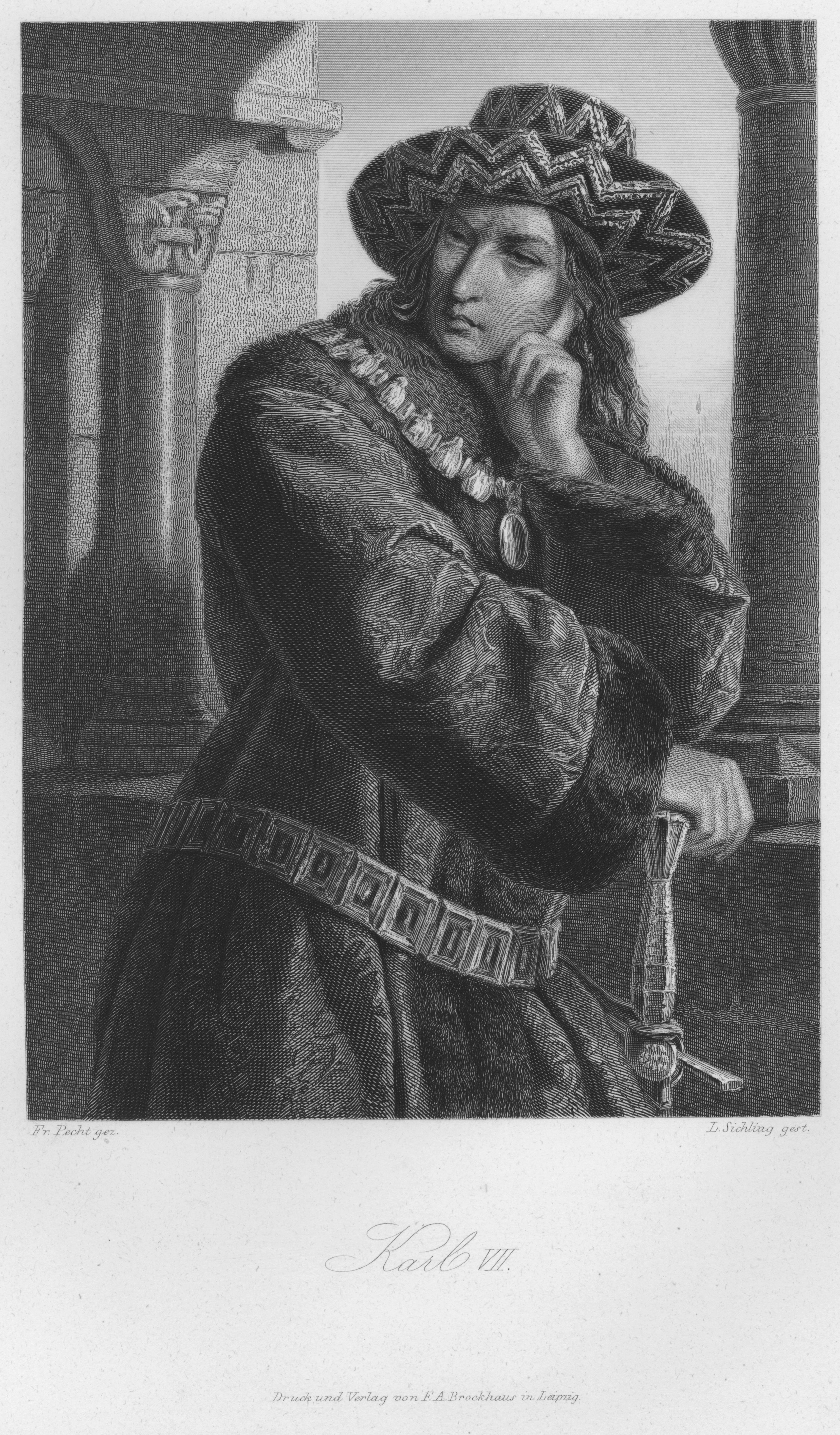
Karl VII., Stich von Lazarus Gottlieb Sichling
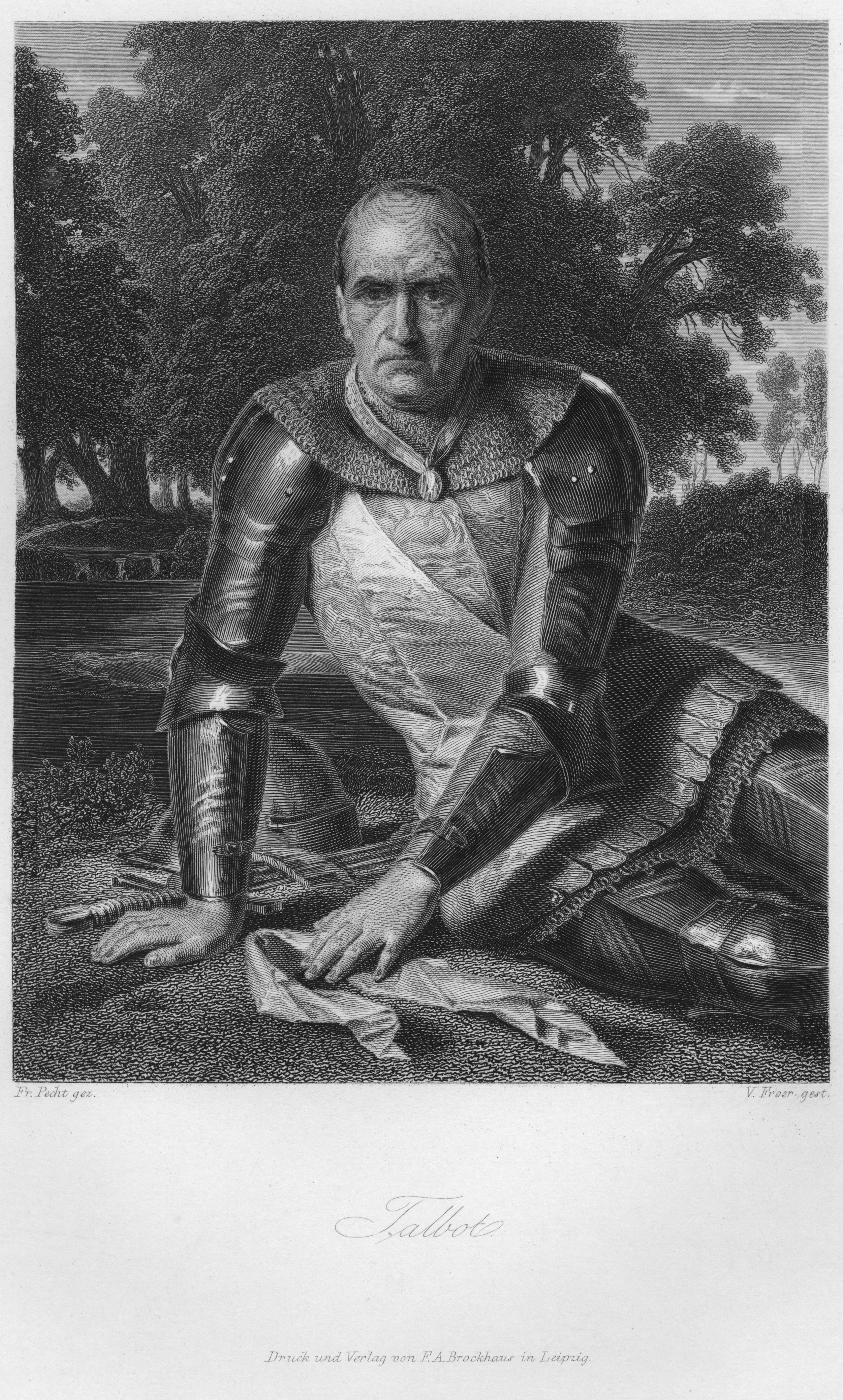
Talbot, Stich von Veit Froer
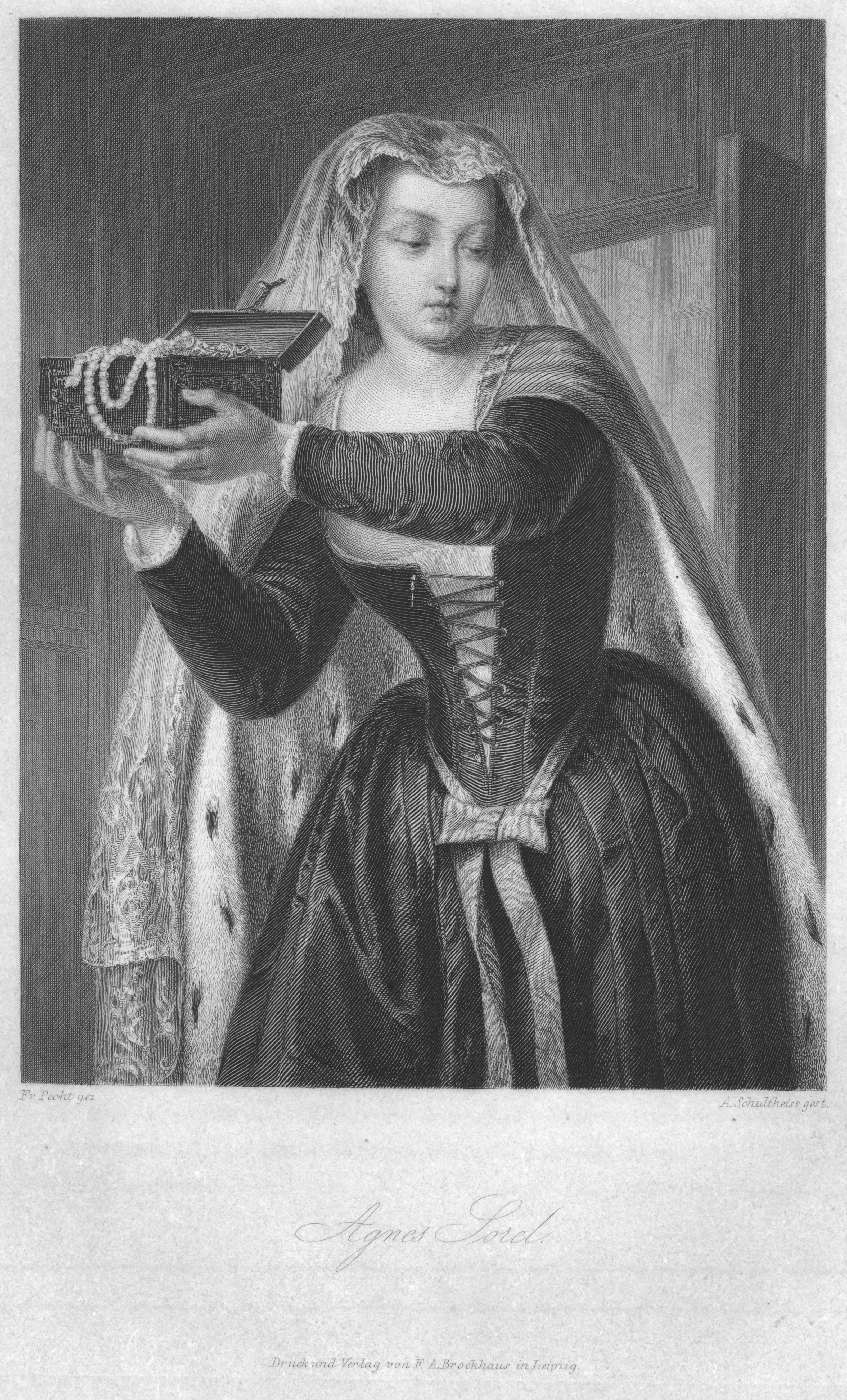
Agnes Sorel, Stich von Albrecht Fürchtegott Schultheiss

## Interpretationsansätze

### Dichtung und historische Wirklichkeit
Schillers Drama weist eine Vielzahl von Abweichungen von der historischen Realität auf:
- Agnès Sorel (geboren 1422) wurde erst nach Jeanne d’Arcs Tod die Geliebte Karls VII., hatte dann aber tatsächlich großen Einfluss auf den König.
- Talbot (gestorben 1453) fiel nicht zu Johannas Zeit, sondern in der Schlacht bei Castillon, die letzte entscheidende Niederlage der Engländer im Hundertjährigen Krieg. Er wurde allerdings bei der Schlacht bei Patay von Johanna geschlagen und gefangen genommen und vier Jahre später ausgetauscht.
- Für die Figuren Chatillon, Raoul, Lionel (dt. der kleine Löwe), Montgomery gibt es keine historische Entsprechung.
- Jeanne d’Arc stieß bei ihren ersten Kontakten mit den Adligen auf Skepsis, die überwunden werden musste. In Schillers Drama erhält Johanna, noch bevor sie sich am Königshof vorgestellt hat, das Image der Heiligen; alle am Hof, einschließlich des Erzbischofs, sind bei ihrem ersten Auftritt spontan von ihrer „Heiligkeit“ überzeugt. In Schillers Drama wird nicht deutlich, dass die von der Oberschicht ihrer Zeit als „naiv“ empfundene Jeanne d’Arc von ihrer nach wie vor in Kategorien der Dynastie denkenden Umwelt instrumentalisiert wurde.
- Jeanne d’Arc wurde von Burgundern gefangen genommen und anschließend an England verkauft. Die von Schiller vorweggenommene Versöhnung zwischen dem französischen König und dem Herzog von Burgund fand erst 1435 in Arras statt.
- Völlig abwegig ist die von Schiller erzeugte Vorstellung,[2] ein König könne eine verehrte Person zur Schutzpatronin seines Landes ernennen.
- Jeanne d’Arc starb nicht auf dem Schlachtfeld. Sie verblieb nach ihrer Gefangennahme außerhalb des Machtbereichs Karls VII. und wurde auf Betreiben der Engländer als Ketzerin verbrannt, und zwar mit dem Segen kirchlicher Institutionen.
- Es kann vorausgesetzt werden, dass das damalige gemeine Volk wirklich an Wunder glaubte. Der Disput konzentrierte sich deshalb auf die Frage, ob ein übernatürliches Phänomen Hexerei (ein Teufelswerk) sei oder aber von Gottes Gnaden käme. Auch setzten sich Leute, die von ihrer „göttlichen Eingebung“ erzählten, dem Vorwurf der Anmaßung (superbia) aus. Diese Kontroverse kommt in Schillers Werk sehr gut zum Ausdruck. Befremdend hingegen ist, dass im Stück tatsächlich materielle Wunder geschehen (zum Beispiel als Johanna ihre Fesselung sprengt). Damit wird dem Publikum eine romantisch verklärte Jeanne d’Arc an der Stelle einer historisch korrekten zugemutet und sie rückt auf diese Weise in die Nähe einer Sagengestalt wie Wilhelm Tell.

Da Friedrich Schiller von 1789 bis zu seinem Tode das Amt eines Professors für Geschichte an der Universität Jena ausübte und demzufolge die wichtigsten der um 1800 bekannten historischen Quellen über den Komplex Hundertjähriger Krieg/Jeanne d’Arc kannte, warf man ihm vor, bewusst „Geschichtsfälschung“ betrieben zu haben.
Die entsprechende Kritik greift aber zu kurz, weil es nicht Schillers Absicht war, über diesen Komplex ein Historiendrama in dem Sinne zu schreiben, dass er, späteren Realismus-Konzeptionen folgend, die „historische Realität“ in eine dramatische Handlung umgesetzt hätte. Schillers Hinwendung zu dem historischen Stoff erfolgte unter der Voraussetzung seiner poetischen Maxime, „immer nur die allgemeine Situation, die Zeit und die Personen aus der Geschichte zu nehmen und alles übrige poetisch frei zu erfinden“.
Schiller projiziert bewusst aktuelle Problematiken der Zeit um 1800 in die Geschichte Frankreichs im 15. Jahrhundert hinein. Vor allem geht es Schiller darum, die Idee des Nationalstaats zu fördern (vgl. auch das „geflügelte Wort“ aus dem 1804 abgeschlossenen Drama Wilhelm Tell: „Ans Vaterland, ans teure schließ dich an!“), wobei er an die Verteidigung der deutschen Staaten gegen das expandierende Frankreich Napoleons dachte.
Schillers Johanna ist eine fanatische Patriotin, die den ihrer Ansicht nach einzigen legitimen König Frankreichs an die Macht bringen und die Engländer aus Frankreich vertreiben will. Historisch richtig an dieser Sichtweise ist, dass Jeanne d’Arc zu ihrer Rechtfertigung Argumentationsmuster benutzte, die das „Nationale“ betonen, und dass der Nationalstaat im 15. Jahrhundert im Entstehen begriffen war, eine Entwicklung, bei der die historische Jeanne d’Arc durchaus als Katalysator wirkte.

### Schillers Dramenkonzeption
In seiner Schrift Über die ästhetische Erziehung des Menschen macht Friedrich Schiller deutlich, worauf es ihm in seiner Arbeit ankommt: nämlich darauf, „Herzensbildung“ zu vermitteln. Im 8. Brief fragt Schiller: „Das Zeitalter ist aufgeklärt [...] – woran liegt es, daß wir noch immer Barbaren sind?“
Seine Antwort lautet: „Es muß [...] in den Gemüthern der Menschen etwas vorhanden sein, was der Aufnahme der Wahrheit, auch wenn sie noch so hell leuchtete, und der Annahme derselben, auch wenn sie noch so lebendig überzeugte, im Wege steht. [...] Energie des Muths gehört dazu, die Hindernisse zu bekämpfen, welche sowohl die Trägheit der Natur als die Feigheit des Herzens der Belehrung entgegen setzen. [...] Nicht genug also, daß alle Aufklärung des Verstandes nur insoferne Achtung verdient, als sie auf den Charakter zurückfließt; sie geht auch gewissermaßen von dem Charakter aus, weil der Weg zu dem Kopf durch das Herz muß geöffnet werden. Ausbildung des Empfindungsvermögens ist also das dringendere Bedürfniß der Zeit.“
Wie sich Friedrich Schiller diese „Ausbildung des Empfindungsvermögens“ vorstellt, verdeutlicht er in seiner Schrift Die Schaubühne als eine moralische Anstalt betrachtet: Die Zuschauer sollen im Theater mit der „Wahrheit“ konfrontiert werden, und zwar auf eine Weise, die ihr Herz erreicht. Insbesondere für Fürsten sei das Theater oft das einzige Medium, durch das sie von der „Wahrheit“ erreicht würden: „Hier nur hören die Großen der Welt, was sie nie oder selten hören – Wahrheit; was sie nie oder selten sehen, sehen sie hier – den Menschen.“
Gelinge die „Herzensbildung“ im Sinne Schillers, so würden aus verblendeten Fürsten „gute Fürsten“, und auch ihre Untertanen würden zu besseren Menschen.
Der Bezug zum Drama Die Jungfrau von Orléans liegt auf der Hand: Johanna verwandelt erst Karl in einen „guten König“, der seine Resignation überwindet, und dann Philipp von Burgund in einen „guten Fürsten“, der einsieht, „auf welche Seite er gehört“, nämlich auf die der blutsverwandten Franzosen, und der sich mit dem Mörder seines Vaters versöhnt. Diese Wirkung erzielt Johanna, indem sie die Haltung vorlebt, die sie von anderen erwartet, nämlich die Haltung unbedingter Treue zu ihren Idealen. Deswegen sind die „Großen der Welt“ auch bereit, Johanna zuzuhören, ihre Sicht der Dinge zu teilen und ihren Appellen zu folgen.
In dieser Konzeption wird deutlich, dass Schiller den Optimismus der Aufklärer teilt, die glauben, ihre Zeitgenossen würden sich zum Besseren bekehren, wenn vorbildliche Menschen auf sie mit „guten, vernünftigen Argumenten“ einwirken.
Schillers Konzeption steht und fällt damit, dass Johanna wirklich als Vorbild betrachtet werden kann. Die Schwachstelle des Dramas ist die Unerbittlichkeit, mit der Johanna für „die Sache Frankreichs“ kämpft. So muss ihrer Ansicht nach jeder englische Soldat, der ihr begegnet, sterben. Diese Haltung als Ausdruck eines „Ideals“ zu bewerten dürfte vielen (zu Recht) schwer fallen.

### Schiller und die deutsche Romantik
Die „romantische Tragödie“ „Die Jungfrau von Orléans“ wird der Weimarer Klassik zugeordnet. Unproblematisch ist diese Zuordnung, was den formalen Aufbau des Dramas anbelangt, das weitgehend die Regelmäßigkeiten erfüllt, die v. a. Gustav Freytag für ein Regeldrama aufstellte:
- geschlossene Form
- fünf Akte mit vorgegebener Funktion (Exposition, Komplikation, Peripetie, Retardation und Katastrophe)
- Blankvers (reimloser fünffüßiger Jambus) als vorherrschendes Stilmittel (gelegentlich gibt es aber auch gereimte Passagen, die teilweise auf vier Versfüße verkürzt sind, teilweise sogar in Strophenform, und manche ungereimte Passagen sind sechsfüßig)
- gehobener, oft pathetischer Redestil

Auch verwendet Schiller in seinem Drama das Mittel der Katharsis: Ein Mitleid und Furcht erregendes „Donnerwetter“ setzt am Ende des 4. Aufzugs ein, dem im 5. Aufzug erst die „Reinigung“ der Natur (die Sonne scheint wieder), dann die innere „Reinigung“ Johannas sowie die Bereinigung der verfahrenen Situation (die Engländer drängen zunächst voran, werden dann aber wieder durch Johannas Opfer zurückgedrängt) und schließlich – so hofft Schiller in der Tradition des Aristoteles – die „Reinigung“ des Publikums folgt.
Der andere herausragende Vertreter der Weimarer Klassik, Johann Wolfgang Goethe, hat die Werke der Klassik scharf von denen der Romantik abgegrenzt, die zeitgleich mit denen der Weimarer Klassik entstanden. Im Gespräch mit Eckermann soll Goethe gesagt haben: „Die Poeten [der Romantik] schreiben alle als wären sie krank [...] ich will ihre Poesie Lazarettpoesie nennen“.
Das historisch erste Drama in Deutschland, das im Blankvers geschrieben wurde, insofern also die Weimarer Klassik einleitet, ist Nathan der Weise von Gotthold Ephraim Lessing, einem Hauptvertreter der deutschen Aufklärung. Nathan, die Hauptfigur, warnt in diesem Drama, typisch für einen Aufklärer, eindringlich vor dem Wunderglauben. Schillers „Jungfrau von Orléans“ hingegen ist voll von mysteriösen, rational nicht nachvollziehbaren Vorgängen, die man wohl als „Wunder“ bewerten muss (Johannas Wissen, ihre übermenschlichen Kräfte, ihre quasi-hypnotische Wirkung auf andere, „Gottesurteile“). Das erklärt, warum der „Klassiker“ Schiller in der Gattungsbezeichnung für sein Werk das Attribut „romantisch“ benutzt. Als „romantisch“ gelten neben den „wundersamen“ Aspekten insbesondere der Auftritt des mysteriösen „schwarzen Ritters“, die Verwendung des Mittels der Seelenlandschaft (die Parallelität von Vorgängen in der Natur und in der Menschenwelt) sowie Johannas Schwärmerei in Verbindung mit ihrem Marienkult.

### Neigung und Pflicht bei Kant und Schiller
Die „romantische Tragödie“ „Die Jungfrau von Orléans“ ist stark von Gedankengut Immanuel Kants beeinflusst, und zwar insbesondere von Kants Idee des Kategorischen Imperativs, welcher lautet: „Handle nur nach derjenigen Maxime, durch die du zugleich wollen kannst, dass sie ein allgemeines Gesetz werde.“
Dieser Maxime zufolge muss der Mensch seine Neigung zugunsten der Pflicht zurückstellen. Diesen Gedanken hat Friedrich Schiller in seiner ästhetischen Theorie, insbesondere in seiner Schrift Über Anmut und Würde aufgegriffen. Der Zusammenhang der verwendeten Begriffe bei Schiller ist dem folgenden Schema zu entnehmen:
| Neigung | Pflicht | Erfährt von der Gesellschaft | Erlangt           |
| ------- | ------- | ---------------------------- | ----------------- |
| +       | +       | Liebe                        | Anmut             |
| –       | +       | Achtung                      | Würde             |
| +       | –       | (Ungnade)                    | (Ungleichgewicht) |
| –       | +       | Mitleid                      | Erhabenheit       |

Bezogen auf Johannas Entwicklung bedeutet das Folgendes:
- Am Anfang ist Johanna mit sich selbst im Reinen, dadurch wirkt sie anmutig.
- Durch die Appelle des „Geistes“ wird Johanna mit der Pflicht, d. h. dem „Willen Gottes“ konfrontiert. Solange sie diesen erfüllt, und zwar unabhängig von ihrer Neigung, erfährt sie Achtung und erscheint als würdig.
- Allerdings ist Johanna, wie jeder Mensch, der Versuchung ausgesetzt, ihre Pflichten nicht zu erfüllen. Insbesondere fällt es ihr schwer, sich nicht in einen Mann zu verlieben, obwohl ihre Position mit ihrer „rituellen Reinheit“, d. h. ihrer Jungfräulichkeit „in Gedanken, Worten und Werken“ steht und fällt. Indem sich Johanna in Lionel verliebt und ihre „Pflicht“ (wie sie selbst und mit ihr Schiller sie sieht), Lionel, den Engländer, zu töten, verletzt, macht sie nicht nur einen Fehler, sondern verliert auch ihr Gottesgnadentum.
- Dieser Vorgang erzeugt, ganz wie es Aristoteles in seiner Dramentheorie fordert, Mitleid (bei den übrigen Figuren auf der Bühne, aber auch im Publikum), vielleicht auch Furcht; auf jeden Fall stört er das Gleichgewicht der göttlichen Ordnung.
- Nur durch einen tragischen Ausgang des Dramas lässt sich die Ordnung wiederherstellen. Indem Johanna sich opfert, erzeugt sie ein Gefühl der Erhabenheit.

Problematisch an dieser Auffassung ist vor allem Schillers Verständnis von Pflicht: Anders als bei Kant geht es in der „romantischen Tragödie“ Die Jungfrau von Orléans nicht darum, das auszuführen, was die Vernunft gebietet; die Impulse, denen Johanna folgt, sind vielmehr durch und durch irrational, was schon die Form deutlich macht, in der sie begründet werden: Alle Begründungen Johannas lassen sich letztlich auf den einen Satz zurückführen: „Gott und die Heilige Jungfrau Maria wollen es.“
Für einen Aufklärer wie Kant wäre eine derartige Legitimation des eigenen Handelns völlig inakzeptabel, da Johanna sich auf ihr Charisma als hinreichenden Grund dafür beruft, dass die Franzosen ihr Gefolgschaft leisten sollen, ein Appell, der im 15. Jahrhundert eigentlich nur einem traditionell legitimierten Herrscher zugestanden hätte. Ebendieser Bruch mit Kant und dem Primat der Vernunft macht das „Romantische“ der „romantischen Tragödie“ aus.

### Schiller und die Befreiung – ein Politikum
„Da werden Weiber zu Hyänen und treiben mit Entsetzen Scherz“, heißt es in Friedrich Schillers Lied von der Glocke. In dem Gedicht, das 1799 verfasst wurde, ist Schillers Entsetzen zu spüren über die Auswüchse der Französischen Revolution.
Wie Schiller sich politische Veränderungen vorstellt, wird an anderer Stelle des „Liedes“ deutlich: „Der Meister kann die Form zerbrechen | Mit weiser Hand, zur rechten Zeit, Doch wehe, wenn in Flammenbächen | Das glühnde Erz sich selbst befreit!“. Nicht revolutionäre Verhältnisse seien also anzustreben, sondern evolutionäre Erziehung zur republikanischer Gesinnung gegen jeglicher Art von innerem und externem Zwang. So ist das Motto „In Tyrannos!“ („Gegen die Tyrannen!“) zu verstehen, das Schillers Drama Die Räuber voransteht.
Friedrich Schiller hat nämlich um 1800 eine Abneigung gegen die Selbstbefreiung eines republikanisch unreifen Volkes und warnte daher öfters vor den Gefahren einer „halben Aufklärung,“ die in Barbarei und Wildheit ausartet, ohne die Glückseligkeit des Ganzen zu fordern. Schon seinen Fiesco lässt Schiller andeuten, dass Demokratie die „Herrschaft der Feigen und der Dummen“ sei, da es mehr Feige als Mutige und mehr Dumme als Kluge gebe und da Demokratie die „Herrschaft der Mehrheit“ bedeute.

### Johanna als „Ausnahme-Frau“?
Johanna ist eine Ausnahme, und sie ist es auch wieder nicht: Als legitimiert erscheint sie nur, solange sie die Bedingungen einhält, die ihr die Jungfrau Maria gestellt hat: Sie muss in einem erweiterten Sinn (nicht nur körperlich, sondern auch geistig) Jungfrau bleiben und darf keinen Mann lieben. Die historische Jeanne d’Arc wurde übrigens sowohl am französischen Königshof als auch in englischer Gefangenschaft gynäkologisch untersucht, wodurch festgestellt werden sollte, ob sie die Grundbedingung „ritueller Reinheit“ erfüllt.
Trotzdem erfüllt Johanna durch ihren „Dienst als Amazone“, wenn auch auf andere als die herkömmliche Art, gewisse Erwartungen an die Frauenrolle. Die Jungfrau Maria habe ihr gesagt: „Gehorsam ist des Weibes Pflicht auf Erden, | Das harte Dulden ist ihr schweres Los, | Durch strengen Dienst muß sie geläutert werden, | Die hier gedienet, ist dort oben groß.“
Auf diesen Appell, der Jungfrau Maria nachzufolgen, die auch nicht um ihr Einverständnis dafür gebeten worden sei, Mutter des Sohnes Gottes zu werden, habe die zunächst zögernde Johanna ihr Leben als Hirtin aufgegeben, um ihrer „Berufung“ zu folgen.
Letztlich verschmilzt bei Schiller das Bild Johannas mit dem der „Gottesmutter Maria“, was besonders an den Stellen deutlich wird, an denen sie zum Kampf aufruft. In dem Schlachtruf: „Gott und die heil’ge Jungfrau führt euch an“ bleibt offen, ob Johanna etwa auch sich selbst oder nur die Jungfrau Maria meint.
Johanna gehört nach Schillers Verständnis insofern nicht zu den „Hyänen des Schlachtfelds“ (Bertolt Brechts Formulierung in Mutter Courage und ihre Kinder), als sie nicht selbstbestimmt, sondern in „höherem Auftrag“ handelt. Wie fremd ihr ein selbstbewusstes Auftreten in eigener Sache ist, kann man dem 4. Auftritt des 5. Aufzugs entnehmen: Sie habe sich nie für eine Zauberin gehalten, zu entsprechenden Vorwürfen ihres Vaters aber geschwiegen; denn: „Weil es [das Urteil] vom Vater kam, so kam's von Gott, | Und väterlich wird auch die Prüfung sein“. Klarer kann ein Bekenntnis zum Patriarchat nicht ausfallen als dadurch, dass eine „gute Tochter“ (ihres Vaters wie der Kirche) zu unberechtigten Vorwürfen schweigt.

### Isabeau als Gegenmodell zu Johanna
Johanna als Verkörperung des Archetyps „Jungfräuliche Mutter“ vermag es auch deshalb, Dauphin Karl zu motivieren, weil sie das Gegenbild zu seiner leiblichen Mutter Isabeau darstellt. Diese führte und führt immer noch („Die schönsten Frankenknaben, | Die wir erbeuten, schicken wir nach Melun“, verspricht Lionel der Königsmutter) einen lockeren Lebensstil, wofür sie von Karl verbannt worden ist. Um sich zu rächen, hat sie sich auf die Seite der Feinde ihres Sohnes geschlagen und verbreitet üble Nachrede über ihn.
Im 5. Aufzug kommt es zum „Showdown“: Johanna begegnet Isabeau, die Johanna gefangen nehmen lässt. Zunächst scheint die „böse Mutter“ zu siegen, aber letztlich gewinnen doch „die Guten“, indem Johanna sich opfert.

### Katholizismus und Protestantismus
Der in der „romantischen Tragödie“ zu findende Marienkult ist ein typisches Merkmal des historischen Katholizismus.
Zugleich bestätigt allerdings Schiller vorwegnehmend George Bernard Shaws Urteil, wonach Jeanne d’Arc „die erste Protestantin“ gewesen sei: Vor dem König und dem Erzbischof lehnt sie es ab, „nach getaner Arbeit“ zur angestammten Frauenrolle zurückzukehren und zu heiraten, obwohl auch alle anderen Anwesenden das von ihr erwarten. Am Beginn des vierten Aufzugs betreibt sie auf typisch pietistische Weise Gewissensprüfung, indem sie in einem 95 Verse umfassenden, ununterbrochenen Monolog über ihre „Untat“ und deren Folgen nachdenkt und dabei keinen „mildernden Umstand“ gelten lässt. Diese starke Betonung des persönlichen Gewissens ist typisch für den Protestantismus.
Nach Jeffrey L. High entwickelte Schiller schon in den Karlsschulreden und frühen Gedichten eine poetische Strategie von einem Kaleidoskop von wetteifernden mythologischen, religiösen und weltlichen Metaphern, die sich gegenseitig erhellen und unterminieren, die auch hier eingesetzt wird. Peter Demetz kritisiert „das merkwürdige Schwanken, wenn sie [d.h. Johanna] von ihren religiösen Erlebnissen spricht; bald bekennt sie sich zum ‚höchsten Gotte‘, bald, antikisch, zu den ‚Göttern‘, bald zur ‚Madonna‘, bald zur ‚heiligen Natur‘; nur Christus scheint in ihrem Christentum gar keinen Ort zu haben. Es ist, als wollte sie jeder Bindung an die historische Religion entsagen und ihre Religiosität, wie man es in Weimar tat, ins Philosophische verallgemeinern.“ Schließlich wird bestätigt, dass das eigentlich „Heilige“ an ihrer Mission in der Befreiung liegt: „Was ist unschuldig, heilig, gut, wenn es der Kampf nicht ist ums Vaterland?“ (II, 10).

## Rezeption

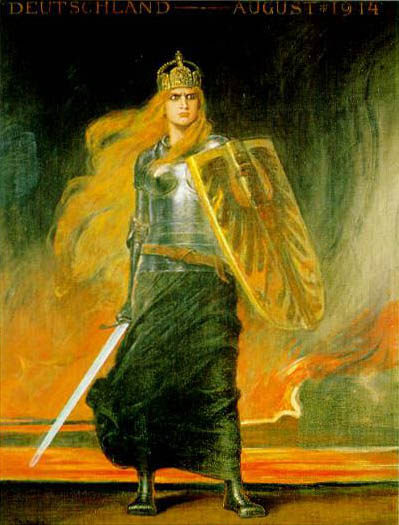
Germania von Friedrich August von Kaulbach (1914) wurde durch Schillers Werk inspiriert

Noch zu Schillers Lebzeiten war Die Jungfrau von Orléans sehr erfolgreich, vor allem in Weimar. Eine Statistik weist nach, dass kein Drama zwischen 1786 und 1885 an Berliner Bühnen häufiger gespielt wurde als Schillers „romantische Tragödie“.
In der Spielzeit 2004/2005 sahen im deutschsprachigen Raum 53.363 Zuschauer das Stück bei 152 Aufführungen in 12 Inszenierungen. Damit lag es auf Platz 19 aller aufgeführten Stücke.
In der Spielzeit 2013/14 stand es auf dem Spielplan des Deutschen Theaters Berlin, des Staatstheaters Kassel und des Deutschen Theaters in Göttingen.

### Wandel der Bewertung
Die falsche Gleichsetzung der entgegengesetzten Konzepte von Nationalismus im 18. Jahrhundert (anti-feudal-liberal) und im 20. Jahrhundert (xenophobisch-hegemonisch) führte zu häufigen Versuchen, Schiller für konservative Zwecke zu vereinnahmen, was wiederholt in absurden Perversionen seiner liberalen Werke ausartet. Friedrich August von Kaulbach nutzte 1914 Schillers Beschreibung einer nächtlichen Angriffsszene als Inspiration, um in seiner Darstellung der Germania die Wehrhaftigkeit Deutschlands zu Beginn des Ersten Weltkriegs darzustellen.
Im 21. Jahrhundert wird Schillers „romantische Tragödie“ oft negativ bewertet, vor allem von Regisseuren und Theaterkritikern. Beispielhaft hierfür ist Shirin Sojitrawallas einseitige Kritik der Mainzer Aufführung vom 7. Dezember 2007 mit dem bezeichnenden Titel „Die unerträgliche Leichtigkeit des Heilig-Seins“: Sojitrawalla bewertet Johanna als „naive Gotteskriegerin, die nichts vom Leben und alles vom Himmel weiß. Mal klingt das Mädchen wie eine verbohrte Sektenanhängerin, mal wie ein altkluges Gör“, das „gottesfürchtiges Geschwätz“ von sich gebe. Zunehmend werden in Rezensionen des 21. Jahrhunderts Johannas Befreiungssendung als Nationalismus und Bellizismus missverstanden, was auf einer Verkennung des Völkerrechts und des Rechtes zur Selbstwehr beruht, wie Kant sie in Zum ewigen Frieden (1795) beschreibt.

### Vertonungen (Auswahl)
- Johanna d’Arc (1840) von Johann Vesque von Püttlingen
- Giovanna d’Arco (1845) von Giuseppe Verdi
- Die Jungfrau von Orléans (1881) von Pjotr Iljitsch Tschaikowski

### Verfilmung
- Die Jungfrau von Orleans, Deutschland 2016. Regie: Cornelia Köhler. Schulfilm, DVD.[14]